# Helina fuscomarignata
Helina fuscomarignata är en tvåvingeart som först beskrevs av John Otterbein Snyder 1949.  Helina fuscomarignata ingår i släktet Helina och familjen husflugor.
Artens utbredningsområde är Colombia. Inga underarter finns listade i Catalogue of Life.